# Iwona Marcinkiewicz
Iwona Marcinkiewicz (Dzięcioł) (född 23 maj 1975) är en bågskytt från Polen. Hon tog brons vid olympiska sommarspelen 1996 i Atlanta. 

## Olympiska meriter

### Olympiska sommarspelen 2008
| Namn                                                      | Gren         | Rankingrunda | Rankingrunda | 32-delsfinal                               | 16-delsfinal                            | 8-delsfinal      | Kvartsfinal             | Semifinal        | Final            | Final            |
| Namn                                                      | Gren         | Poäng        | Seed         | Resultat                                   | Resultat                                | Resultat         | Resultat                | Resultat         | Resultat         | Plats            |
| --------------------------------------------------------- | ------------ | ------------ | ------------ | ------------------------------------------ | --------------------------------------- | ---------------- | ----------------------- | ---------------- | ---------------- | ---------------- |
| Iwona Marcinkiewicz                                       | Individuellt | 620          | 43           | Laishram Bombaya Devi (IND) (22) W 103-101 | Natalia Erdyniyeva (RUS) (11) L 103-104 | Gick inte vidare | Gick inte vidare        | Gick inte vidare | Gick inte vidare | Gick inte vidare |
| Iwona Marcinkiewicz Justyna Mospinek Małgorzata Ćwienczek | Lag          | 1908         | 4            | N/A                                        | N/A                                     | Bye              | Frankrike (5) L 211-218 | Gick inte vidare | Gick inte vidare | 6                |